# Up & Up
Up & Up är ett livealbum av den amerikanske trubaduren Tom Paxton, utgivet 1979. Albumet är producerat av Bob Gibson och gavs ut på skivbolaget Mountain Railroad Records.
Till skillnad från andra livealbum av Paxton innehåller det här albumet nyskrivna låtar som inte funnits utgivna tidigare.
Låten "Feed the Children" användes som signatur för United Nations' World Hunger Organization.

## Låtlista
Förutom där annat anges är samtliga låtar skrivna av Tom Paxton
1. "Has Annie Been in Tonight?"
2. "That's the Way It Seems to Me"
3. "My Favourite Spring"
4. "Home to Me (Is Anywhere You Are)"
5. "Feed the Children"
6. "Bad Old Days"
7. "Hush Old Man"
8. "Life"
9. "Outlaw" (Tom Paxton/Bob Gibson) (med Bob Gibson)
10. "Let the Sunshine"